# Конституція Люксембургу
Конституція Люксембургу — основний закон Великого Герцогства Люксембург. Була прийнята 17 жовтня 1868 року. Конституція 1868 року спричинила за собою радикальні зміни в основах конституційного ладу Люксембургу.
Перша конституція в Люксембурзі була прийнята 17 жовтня 1841 року. Вона набула чинності 1 січня 1842 року. До неї вносилися поправки 20 березня 1848 року і 27 листопада 1856 року.

## Перелік змін
- 15 травня 1919 —національний суверенітет переходить від монарха до народу[6]
- 28 квітня 1948 — Люксембург визначено як «вільну, незалежну і неподільну державу».[7]
- 6 травня 1948 — регулювання використання мови[8] .
- 15 травня 1948 — виборче право обмежене.[9]
- 21 травня 1948 —[10]
- 27 липня 1956 —[11]
- 25 жовтня 1956 —[12]
- 27 січня 1972 —[13]
- 13 червня 1979 —[14]
- 25 листопада 1983 —[15]
- 20 грудня 1988 —[16]
- 31 березня 1989 —[17]
- 20 квітня 1989 —[18]
- 13 червня 1989 —[19]
- 16 червня 1989 —[20]
- 19 червня 1989 —[21]
- 23 грудня 1994 —[22]
- 12 липня 1996 —[23]
- 12 січня 1998 —[24]
- 29 квітня 1999 —[25]
- 2 червня 1999 —[26]
- 8 серпня 2000 —[27]
- 18 лютого 2003 —[28]
- 19 грудня 2003 —[29]
- 26 травня 2004 —[30]
- 19 листопада 2004 —[31]